# Rio Pinhalito (das Águas)
Der Rio Pinhalito ist ein etwa 39 km langer linker Nebenfluss des Rio das Águas im Südwesten des brasilianischen Bundesstaats Paraná.

## Etymologie
Pinhalito ist der portugiesische Begriff für Pinien- bzw. Araukarienwäldchen. Der Name Rio Pinhalito bedeutet also Pinienwäldchenfluss.

## Geografie

### Lage
Das Einzugsgebiet des Rio Pinhalito befindet sich auf dem Terceiro Planalto Paranaense (Dritte oder Guarapuava-Hochebene von Paraná).

### Verlauf
Sein Quellgebiet liegt im Süden des Munizips Barracão auf 855 m Meereshöhe etwa 20 km östlich des Hauptorts. Es liegt an der BR-163 unmittelbar nördlich der Wasserscheide zwischen Rio Iguaçu und Río Uruguay, die hier die Grenze zwischen den Staaten Paraná und Santa Catarina bildet.
Der Fluss verläuft auf seinen ersten 10 km in nordwestlicher Richtung und wendet sich dann nach Norden. Nach weiteren 10 km erreicht er das Gebiet des Munizips Bom Jesus do Sul. Er mündet auf 396 m Höhe von links in den Rio das Águas. Er ist etwa 39 km lang.

### Munizipien im Einzugsgebiet
Am Rio Pinhalito liegen die zwei Munizipien Barracão und Bom Jesus do Sul.